# Un hiver de clown
Un hiver de clown est le 9e album de la série de bande dessinée Jeremiah, écrit et dessiné par le dessinateur belge Hermann, paru en 1983.

## Synopsis
Jeremiah part seul avec Lena, rencontrée dans l'album précédent et rejetée par tous depuis la mort de son père. Il a laissé Kurdy.
Au milieu d'un hiver rigoureux, cherchant un abri, ils découvrent d'abord un cadavre enfoui dans la neige et ensuite un étrange bateau pris dans les glaces. Il est aménagé en communauté d'accueil pour des gens « différents » rejetés par la société. Ceux-ci ne voient pas d'un très bon œil l'arrivée des deux jeunes gens.
Lena se lie d'amitié avec une enfant du bateau qui possède une photo d'un homme ressemblant au cadavre découvert peu de temps avant. Malheureusement, Jeremiah est momentanément amené hors du bateau !

## Analyse
C'est au cours de cet album que vont se tisser les liens étranges qui unissent Jeremiah et Lena pendant de nombreux albums.
Cet album est aussi un des rares où Jeremiah se retrouve sans Kurdy.

## Publications en français
Édition normale
- Novedi (Belgique) et Hachette (France),  1983  (ISBN 2-01-009791-2).
- Dupuis, collection « Repérages », 1993  (ISBN 2-8001-1879-2).
- Dupuis, 2021  (ISBN 978-2-8001-1879-6).

Tirage de tête
- Black & White, 2018  (ISBN 979-10-94988-26-8).

### Documentation
- Jacques de Pierpont, « La Folie en huis clos », dans Stan Barets et Thierry Groensteen (dir.), L'Année de la bande dessinée 84-85, Glénat, 1984, p. 38.